# First in a field of one
First in a field of one is een studioalbum van Alan Reed. Het was zijn eerste studioalbum, nadat hij uit Pallas was gezet. Het werd in eerste instantie een album waarbij Alan Reed zelf alles muziekinstrumenten zou bespelen, maar hij schakelde toch enkele collegae in. Opnamen vonden plaats in de periode 2010-2012. De drumpartijen werden apart opgenomen in de Thin Ice geluidsstudio van Thresholdlid Karl Groom.
Het album werd goed ontvangen binnen de niche van de neoprog en progressieve rock, maar de verkoopcijfers waren onvoldoende om het in een albumlijst te krijgen.

## Musici
- Alan Reed – zang, gitaar, basgitaar, toetsinstrumenten, percussie
- Mike Stobbie – toetsinstrumenten (was eerder ook Pallaslid)
- Scott Higham – drumstel (destijds betrokken bij Pendragon)
- Jeff Green – sologitaar op Kingdom of the blind en Darkness has spoken (van band Illegal Eagles)
- Kalle Wallner – sologitaar op Never too late (van band RPWL)
- Christina Booth – zang (zangeres van Magenta)

## Muziek
| Nr. | Titel                    | Duur |
| --- | ------------------------ | ---- |
| 1.  | Begin again              | 6:27 |
| 2.  | Kingdom of the blind     | 5:12 |
| 3.  | Never too late           | 5:32 |
| 4.  | The bottom of the bottle | 3:23 |
| 5.  | Darkness has spoken      | 7:05 |
| 6.  | The real me              | 5:53 |
| 7.  | Teardrops in the rain    | 3:03 |
| 8.  | The usual suspects       | 5:03 |